# ゴパル・スワルプ・パタク
ゴパル・スワルプ・パタク（Gopal Swarup Pathak、1896年2月26日 - 1982年10月4日）はインドの第4代副大統領である。

## 略歴
1896年2月26日に英領インド帝国のバレーリーで生まれ、アラハバード大学で法律を学んだ。
1945年から1946年までアラハバード高等裁判所の判事、1960年から1966年までラジャ・サバの議員、1966年から1967年にかけて連邦法務大臣、1967年から1969年までマイソール州知事を務める。
1969年8月31日から1974年8月30日までインドの第4代副大統領を務めた。1982年10月4日に86歳で死去した。